# Enzo Bianchi
Enzo Bianchi (Castel Boglione, 3 marzo 1943) è un monaco cristiano e saggista italiano, fondatore della Comunità monastica di Bose, a Magnano, della quale è stato priore sino al gennaio 2017; a seguito di una visita apostolica svoltasi tra dicembre 2019 e gennaio 2020, nel maggio successivo ne è stato allontanato su indicazione della Santa Sede, ma ciò nonostante all'inizio non aveva lasciato la comunità. Agli inizi di giugno del 2021 si è trasferito a Torino in un alloggio fornitogli da amici. Nel febbraio 2021 la Santa Sede gli aveva ingiunto di abbandonare Bose e di recarsi in una filiale del monastero in Toscana.

## Biografia
Si diploma in ragioneria, quindi intraprende gli studi in Economia all'Università degli Studi di Torino.
Durante gli anni universitari anima con i suoi amici, di diversa confessione cristiana, uno dei primi gruppi biblici che, sulla scorta del Concilio Vaticano II, nascevano come riscoperta di una vita cristiana radicale fondata sull'ascolto del Vangelo. Questa esperienza, tra le altre, fa maturare in lui il desiderio della vita monastica. È particolarmente attivo negli ambienti della FUCI, che in quegli anni formava parte significativa della futura classe dirigente cattolica.
Senza aver terminato gli studi universitari, si ritira in solitudine in una cascina nella piccola frazione di Bose a Magnano (Biella), sistemata con alcuni degli amici con cui aveva condiviso gli anni di studio. Resterà solo per i primi tre anni, a partire dall'8 dicembre 1965, data da lui scelta per segnare l'inizio della sua esperienza, nel giorno in cui ha termine la celebrazione del Concilio.
Nell'autunno del 1968 arrivano i primi fratelli e sorelle, cattolici e protestanti, che con lui iniziano la vita in comune, nel celibato, nella preghiera e nel lavoro. Inizia così la Comunità monastica di Bose, che sarà riconosciuta nel 2000 come associazione privata di fedeli a norma dei canoni 322, 114, 116 e 117 del Codice di diritto canonico.
Dopo il consolidamento della comunità, nel corso degli anni Enzo Bianchi dedica il suo ministero soprattutto alla predicazione, in comunità e nelle chiese locali, cattoliche, protestanti e ortodosse.
Molto feconda è anche la sua attività come pubblicista di tematiche religiose e di attualità contemporanea, sui giornali La Stampa, la Repubblica, L'Osservatore Romano, Avvenire, Famiglia Cristiana e, in Francia, La Croix, Panorama e La Vie.
Ha inoltre diretto per 15 anni, fino al 2005, la rivista Parola, Spirito e Vita, ha collaborato con la redazione della rivista internazionale di teologia Concilium.
Nel 2004 fa parte della delegazione inviata a Mosca da papa Giovanni Paolo II per restituire l'icona della Madre di Dio di Kazan'..
Nel 2008 e nel 2012 ha partecipato come esperto nominato da papa Benedetto XVI alle Assemblee generali del Sinodo dei vescovi, dedicate la prima alla Parola di Dio e la seconda alla Nuova evangelizzazione.
Nel 2013 esce il volume La sapienza del cuore, un libro che raccoglie testimonianze e tributi di vescovi e personalità del mondo cattolico ed ecumenico nazionale e internazionale, in occasione dei suoi 70 anni.
Il 22 luglio 2014 è stato nominato da papa Francesco consultore del Pontificio consiglio per la promozione dell'unità dei cristiani. Lo stesso anno, da gennaio a maggio, due monaci amici di Enzo Bianchi su sua richiesta hanno svolto un'ispezione della Comunità monastica di Bose e hanno consegnato le loro valutazioni alle autorità ecclesiastiche competenti, ai vescovi di Biella e delle altre diocesi in cui si trovano le quattro fraternità della Comunità: quelle di Ostuni (diocesi di Brindisi), di San Masseo (diocesi di Assisi), di Cellole (diocesi di Volterra) e di Civitella San Paolo (diocesi di Civita Castellana).
Il 26 dicembre 2016 annuncia le dimissioni da priore della Comunità di Bose, con effetto a partire dal 25 gennaio 2017; il 26 gennaio viene eletto il suo successore, Luciano Manicardi.
Nel 2018 partecipa come uditore nominato da papa Francesco all'Assemblea generale del Sinodo dei vescovi dedicata a "I giovani, la fede e il discernimento vocazionale". Nello stesso anno è uno dei relatori al ritiro mondiale dei presbiteri svoltosi dal 24 al 27 settembre 2018 ad Ars, non distante da Lione.

### La scissione con la comunità
Il 1º dicembre 2019 il Segretario di Stato Vaticano, cardinale Pietro Parolin, indice una visita apostolica alla comunità in quanto "in questi ultimi tempi sono state espresse alla Santa Sede, ad alcuni Dicasteri ma anche allo stesso Santo Padre Francesco, alcune serie preoccupazioni circa la comunità monastica di Bose, nel senso di segnalare una situazione tesa e problematica per quanto riguarda l'esercizio dell'autorità, la gestione del governo e il clima fraterno. [...] Pertanto, in conformità ai canoni 305, 323 comma 1 del Codice di diritto canonico il Santo Padre, quale suprema autorità della Chiesa, dispone una visita alla comunità monastica di Bose".
Il 26 maggio 2020 viene divulgata la notizia che, a seguito della visita apostolica svoltasi fra il dicembre 2019 e il gennaio 2020, la Santa Sede ha disposto - con decreto singolare del 13 maggio 2020, approvato in forma specifica dal Pontefice, il suo allontanamento a tempo indeterminato dalla Comunità di Bose e quello di altri 3 membri per un periodo di 5 anni. Il decreto emesso dal Pontefice non ammette appello e in questo modo non viene celebrato un processo che permetta ai quattro monaci di difendersi. La Comunità ha parlato di "una situazione tesa e problematica per quanto riguarda l'esercizio dell'autorità e il clima fraterno", e ha precisato che "Enzo Bianchi, Goffredo Boselli, Lino Breda e Antonella Casiraghi dovranno separarsi da Bose e trasferirsi in altro luogo, decadendo da tutti gli incarichi attualmente detenuti". Enzo Bianchi, pur affermando di aver accettato le disposizioni del decreto, di fatto non vi ha prestato obbedienza, ed ha continuato a risiedere a Bose, mentre gli altri due fratelli e la sorella si sono allontanati dalla comunità. Nel febbraio 2021 un nuovo decreto, a firma del Delegato Pontificio, p. Amedeo Cencini, intima quindi a Bianchi di lasciare l'eremo di Bose dove viveva e andare a vivere nella pieve di Cellole di San Gimignano, di proprietà della Comunità di Bose, entro il 16 febbraio 2021. Le condizioni inserite all'interno del decreto e del contratto di comodato d'uso sono però, a detta di Bianchi, "lesive della dignità" sua e dei suoi fratelli, per questo motivo il monaco non obbedisce e inizia la ricerca di una struttura che lo possa accogliere. In un incontro con il priore di Bose e il delegato pontificio, alla vigilia del suo viaggio in Iraq, il Papa ha manifestato la sua vicinanza alla comunità monastica. Enzo Bianchi ha reso pubblico un comunicato che palesava quali fossero le difficoltà nell'eseguire le richieste della Santa Sede e ha chiesto che venisse garantito loro il diritto di difesa. In risposta alle contestazioni fatte da Bianchi e da alcuni giornali, anche padre Amedeo Cencini, canossiano e psicoterapeuta, delegato pontificio per la comunità monastica di Bose, ha reso pubblico un comunicato stampa. Enzo Bianchi solo nel giugno 2021 ha lasciato Bose per trasferirsi a Torino in una abitazione fornita da alcuni amici. Sempre con un tweet lancia poi un appello a non essere lasciato solo e in esilio.
Ad aprile 2022 Bianchi ha reso pubblico un comunicato in cui annuncia di aver acquistato un nuovo casale dove andrà con alcuni monaci. Il 4 maggio 2022 il sito Silere non possum ha reso nota una lettera del Cardinale Pietro Parolin che si rivolge ai vescovi invitandoli a "fare discernimento" prima di invitare il fondatore in convegni diocesani. Intanto Bianchi pubblica su La Repubblica un commento intitolato "Se la fede rischia di implodere" ad un libro appena edito in Francia, nel quale scrive che il papa Francesco nella chiesa è "segno di contraddizione" e giustifica i cattolici tradizionalisti, che dice conoscere personalmente ed apprezzare, domandandosi "come non riconoscere anche per loro un posto nella Chiesa". Nel 2023 festeggia il suo ottantesimo compleanno con una conferenza al Circolo dei Lettori di Torino, con degli interventi di Umberto Galimberti e Carlo Petrini e inaugura la sede torinese della nuova Bose. Il 16 dicembre 2023, Francesco riceve in udienza Enzo Bianchi, e accoglie la notizia del nuovo progetto della Casa della Madia, il quale contraddice però le richieste presenti nel decreto del maggio 2020.

## Premi e riconoscimenti
- Nel 2000 l'Università degli Studi di Torino gli ha conferito la laurea honoris causa in Scienze politiche.
- Nel 2007 ha ricevuto il “Premio Grinzane Terra d’Otranto”; nel 2009 il “Premio Cesare Pavese” e il “Premio Cesare Angelini” per il libro "Il pane di ieri".
- Nel 2010 ha ricevuto il Premio Art. 3 "per avere animato, promosso e pariteticamente accettato il confronto e la comprensione con tutte le altre confessioni religiose".
- Nel 2013 ha ricevuto il “Premio internazionale della pace”.
- Nel 2014 ha ricevuto il “Premio Artusi” a Forlimpopoli.
- Dal 2014 è cittadino onorario della Valle d'Aosta e di Nizza Monferrato.
- Nel 2016 ha ricevuto il "Premio Emmanuel Heufelder" per l'ecumenismo, in particolare per il riavvicinamento tra Oriente e Occidente.[40]
- Nel 2016 l'Università degli Studi di scienze gastronomiche gli ha conferito la laurea honoris causa.[41]

## Critiche
Alcuni cattolici italiani, legati principalmente ad ambienti tradizionalisti, come per esempio i teologi Antonio Livi e Giovanni Cavalcoli, in disaccordo con la diffusa buona stampa di cui gode, considerano Enzo Bianchi ignorante in teologia e ritengono eretiche alcune sue affermazioni, a loro giudizio non conformi alla dottrina cattolica.

## Opere
Enzo Bianchi è autore di oltre 300 libri, pubblicati presso i principali editori italiani e le Edizioni Qiqajon della Comunità monastica di Bose. La bibliografia completa (al 2013) delle sue opere è contenuta nel volume La sapienza del cuore. Omaggio a Enzo Bianchi, edito da Einaudi.
- Il corvo di Elia. Una introduzione alla preghiera, Torino, Gribaudi, 1972.
- Pregare la parola. Introduzione alla «Lectio divina», Torino, Gribaudi, 1974 - II ed. 1990.
- Introduzione ai Salmi, Torino, Gribaudi, 1975.
- Lontano da chi? Lontano da dove? Commento al Cantico dei Cantici, Ruth, Lamentazioni, Qohelet, Ester, Torino, Gribaudi, 1978, ISBN 978-88-7152-121-3.
- Il radicalismo cristiano. Seguire Gesù il Signore, Torino, Gribaudi, 1980, ISBN 978-88-7152-024-7.
- Vivere la morte, Torino, Gribaudi, 1983.
- Un Rabbi che amava i banchetti. L'Eucaristia narrata ai bambini, Marietti, 1985, ISBN 978-88-211-7715-6.
- Amici del Signore, Torino, Gribaudi, 1990, ISBN 978-88-7152-270-8.
- Magnificat, benedictus, nunc dimittis, Magnano, Qiqaion, 1990.
- Ricominciare, a cura di M. Guzzi, Genova, Marietti, 1991, ISBN 978-88-211-6877-2.
- Vivere la morte, Torino, Gribaudi, 1992, ISBN 978-88-7152-316-3.
- Adamo, dove sei? Commento esegetico-spirituale a Genesi 1-11, Magnano, Qiqajon, 1994, ISBN 978-88-85227-51-4.
- Il Giorno del Signore, giorno dell'uomo. Per un rinnovamento della domenica, Casale Monferrato, Piemme, 1994, ISBN 978-88-384-2256-0.
- Da forestiero. Nella compagnia degli uomini, Casale Monferrato, Piemme, 1995, ISBN 978-88-384-2423-6.
- E. Bianchi-Luciano Manicardi-Carlo Maria Martini, Non vi sarà più notte. Notte della Fede, notte della Chiesa, a cura di P. Marangon, Brescia, Morcelliana, 1996, ISBN 978-88-372-1603-0.
- Pregare i Salmi, Milano, Gribaudi, 1997, ISBN 978-88-7152-442-9.
- Altrimenti. Credere e narrare il Dio dei cristiani, Casale Monferrato, Piemme, 1998, ISBN 978-88-384-3174-6.
- L'Apocalisse di Giovanni. Commento esegetico-spirituale, Magnano, Qiqajon, 1999.
- I paradossi della Croce, a cura di G. Caramore, Brescia, Morcelliana, 1999, ISBN 978-88-372-1721-1.
- Le parole della spiritualità. Per un lessico della vita interiore, Milano, Rizzoli, 1999, ISBN 978-88-17-86204-2.
- Exempla. Incontri con Gesù, Milano, Rizzoli, 2000, ISBN 978-88-17-86698-9.
- Non siamo migliori. La vita religiosa nella Chiesa, tra gli uomini, Magnano, Qiqajon, 2002
- Dare senso al tempo. Le feste cristiane, Magnano, Qiqajon, 2003
- Nuove apocalissi. La guerra in Iraq, l'Islam, l'Europa e la Barbarie, Milano, Rizzoli, 2003
- Cristiani nella società, Milano, Rizzoli, 2003
- Lessico della vita interiore, Milano, Rizzoli, 2004
- Vivere è Cristo. Esercizi spirituali, Cinisello Balsamo, San Paolo, 2006
- Ero straniero e mi avete ospitato, Milano, Rizzoli, 2006
- La differenza cristiana, Torino, Einaudi, 2006
- Ascoltare la parola, Magnano, Qiqajon, 2008
- Il pane di ieri, Torino, Einaudi, 2008
- Per un'etica condivisa, Torino, Einaudi, 2009
- Perché pregare, come pregare, Cinisello Balsamo, San Paolo, 2009
- Ogni cosa alla sua stagione, Torino, Einaudi, 2010, ISBN 978-88-06-20465-5.
- L'altro siamo noi, Torino, Einaudi, 2010, ISBN 978-88-06-20437-2.
- E. Bianchi-Massimo Cacciari, I comandamenti. Ama il prossimo tuo, Bologna, Il Mulino, 2011, ISBN 978-88-15-23377-6.
- Una lotta per la vita. Conoscere e combattere i peccati capitali, Cinisello Balsamo, San Paolo, 2011
- Perché avete paura? Una lettura del Vangelo di Marco, Milano, Mondadori, 2011, ISBN 978-88-04-61365-7.
- Le tentazioni di Gesù Cristo, Cinisello Balsamo, San Paolo, 2012, ISBN 978-88-215-7361-3.
- Nuovi stili di evangelizzazione, Cinisello Balsamo, San Paolo, 2012
- Una vita e una morte annunciata. Il Servo del Signore, Cinisello Balsamo, San Paolo, 2013, ISBN 978-88-215-7780-2.
- La violenza e Dio, Milano, Vita e Pensiero, 2013, ISBN 978-88-343-2617-6.
- Fede e fiducia, Torino, Einaudi, 2013, ISBN 978-88-06-21233-9.
- Dono e perdono, Torino, Einaudi, 2014, ISBN 978-88-06-22278-9.
- Vivere è Cristo. Esercizi spirituali sulla Lettera di Paolo ai Filippesi, Cinisello Balsamo, San Paolo, 2014, ISBN 978-88-215-9121-1.
- Essere presbiteri oggi, Magnano, Qiqaion, 2014, ISBN 978-88-8227-419-1.
- Nella libertà e per amore, Magnano, Qiqaion, 2014, ISBN 978-88-8227-436-8.
- Spezzare il pane. Gesù a tavola e la sapienza del vivere, Torino, Einaudi, 2015, ISBN 978-88-06-22966-5.
- Raccontare l'amore. Parabole di uomini e donne, Milano, Rizzoli, 2015, ISBN 978-88-17-06573-3.
- Il mantello di Elia. Itinerario spirituale per la vita religiosa, Magnano, Qiqaion, 2016, ISBN 978-88-85227-03-3.
- Grammatica dell'amore. Fare misericordia agli altri, Magnano, Qiqaion, 2016, ISBN 978-88-8227-481-8.
- L'amore scandaloso di Dio, Cinisello Balsamo, San Paolo, 2016, ISBN 978-88-215-9772-5.
- Gesù e le donne, Torino, Einaudi, 2016, ISBN 978-88-06-23347-1.
- E. Bianchi-Goffredo Boselli, Il Vangelo celebrato, Cinisello Balsamo, San Paolo, 2017, ISBN 978-88-922-1041-7.
- Il cammino di Emmaus. Parola ed Eucaristia, Cinisello Balsamo, San Paolo, 2018, ISBN 978-88-922-1417-0.
- La vita e i giorni. Sulla vecchiaia, Bologna, Il Mulino, 2018, ISBN 978-88-15-27364-2.
- Siamo tutti assetati. Gesù e la samaritana, Cinisello Balsamo, San Paolo, 2018, ISBN 978-88-922-1411-8.
- Le sette parole di Gesù. Sigillo di tutta la sua vita, Cinisello Balsamo, San Paolo, 2018, ISBN 978-88-922-1416-3.
- L'arte di scegliere. Il discernimento, Cinisello Balsamo, San Paolo, 2018, ISBN 978-88-922-1619-8.
- Cosa c'è di là. Inno alla vita, Bologna, Il Mulino, 2022, ISBN 978-88-152-9986-4.
- Dove va la Chiesa?, Cinisello Balsamo, San Paolo, 2023, ISBN 978-88-922-4284-5.
- L'arte della preghiera, Cinisello Balsamo, San Paolo, 2024, ISBN 978-88-922-4397-2.